# Aubrey Strahan
Aubrey Strahan  (Sidmouth, Devon, 20 de abril de 1852 — Goring, Berkshire, 4 de março de 1928) foi um geólogo britânico.
Foi membro da Royal Society.
Laureado com a medalha Wollaston pela Sociedade Geológica de Londres, em 1919.